# Rhododendron 'Abraham Lincoln'
Rhododendron 'Abraham Lincoln' — сорт вечнозелёных рододендронов гибридного происхождения.

## Биологическое описание
В возрасте 10 лет высота растений около 150 см.
Листья с верхней части тёмно-зелёные, с нижней светло-зелёные, 122×58 мм.
Соцветие зонтиковидное, несёт около 14 цветков.
Цветки воронковидные, 45×60 мм, светло-пурпурно-малиновые с темными пятнами из тёмно-красных полосок в основании верхнего лепестка. Аромат отсутствует.
Цветение в конце мая — начале июня.

## В культуре
Выдерживает понижения температуры до −32 ºC.